# Andoche Parthiot
Andoche Parthiot est un architecte français, né le 7 juillet 1821 à Moux-en-Morvan (Nièvre), et mort le 25 avril 1900 à Château-Chinon (Nièvre).
On lui doit notamment la réalisation ou restauration de plusieurs églises dans le département de la Nièvre, plus particulièrement dans le Morvan.

## Biographie
Andoche Parthiot est l'élève de Guillaume Abel Blouet durant les années 1840.
En 1849, il est logiste du prix de Rome,. La même année, il est proclamé « élève de la première classe » à l'Académie des beaux-arts en arrivant 8e au grand prix d'architecture de l'école.
Il devient par la suite architecte de Château-Chinon durant 25 ans et réalise plusieurs projets de restauration, de construction ou de reconstruction concernant surtout des édifices religieux, en particulier dans le Morvan.
Il est également membre titulaire non résident de la Société centrale des architectes.

## Réalisations

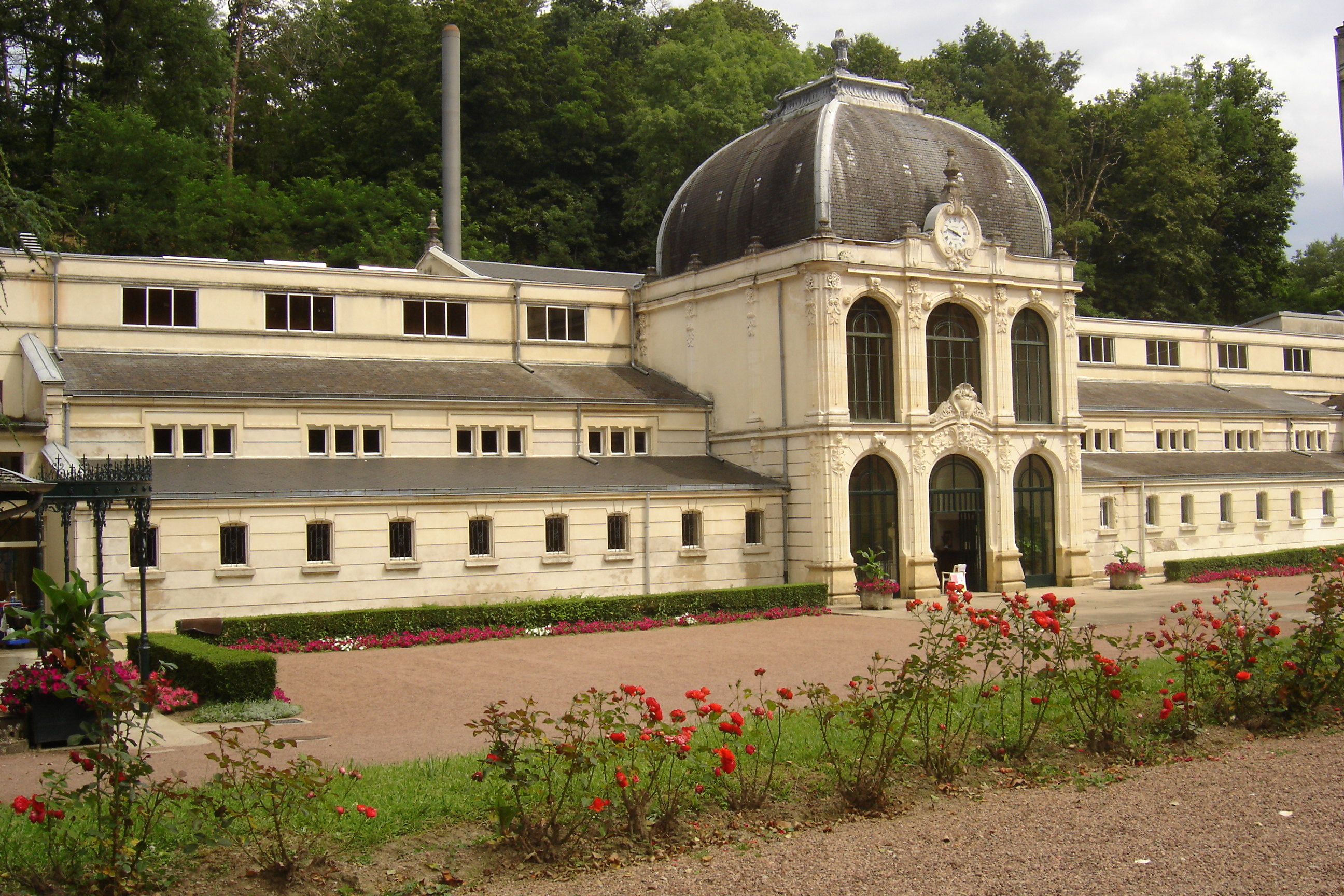
Les thermes de Saint-Honoré-les-Bains.

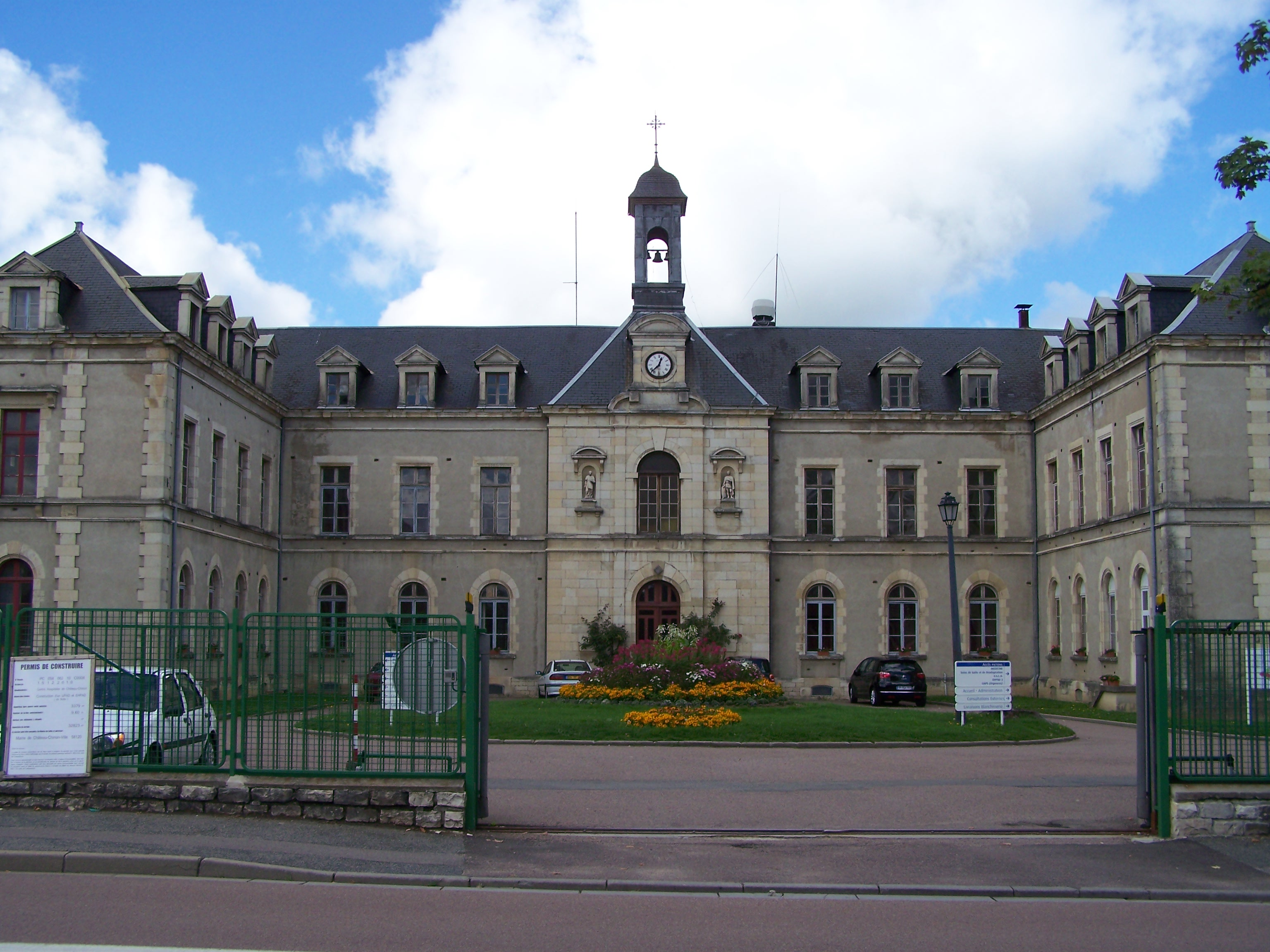
L'hôpital de Château-Chinon.

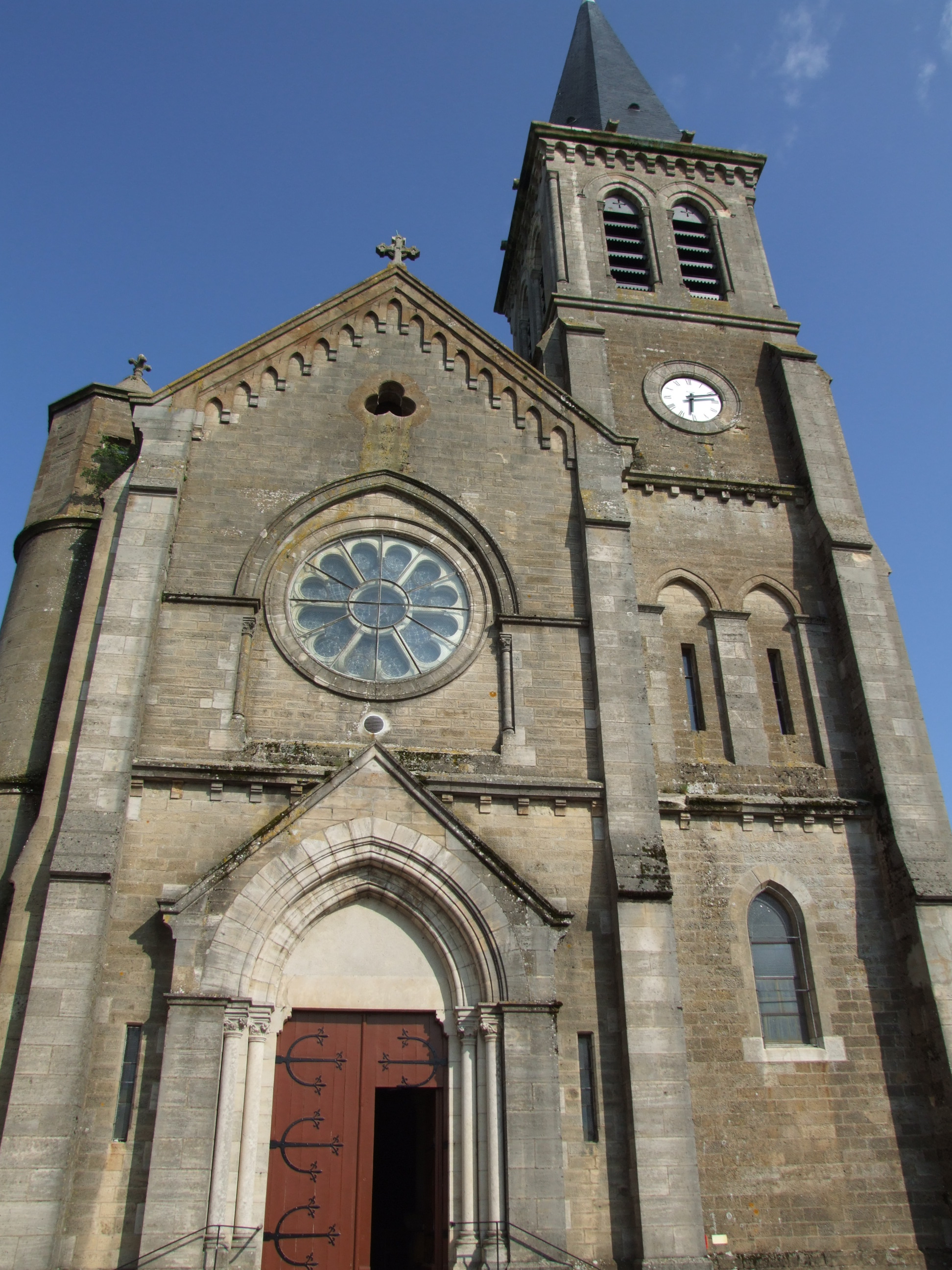
L'église Saint-Romain de Château-Chinon.

- 1853 : reconstruction de l'église Saint-Léger de Saint-Léger-de-Fougeret, à la suite de l'incendie qui l'a détruite le 16 avril 1852
- 1854 : réalisation des thermes de Saint-Honoré-les-Bains, sur l'emplacement d'anciens thermes romains nommés Aquae Nisinei
- 1858-1860 : restauration du clocher et de la voûte de la nef de l'église Saint-Denis de Brinay
- 1859 : réalisation d'une chapelle au château de Saulières à Saint-Péreuse, en collaboration avec l'architecte Pierre-Félix Delarue
- 1860-1862 : réalisation d'un corps de logis et de la chapelle Saint-Joseph au Château de la Chaux (Alligny-en-Morvan)
- 1862 : reconstruction du château d'Argoulais et d'une chapelle à Saint-Hilaire-en-Morvan pour la famille de Chabannes
- 1863-1865 : réalisation de l'église Saint-Barthélémy de Montsauche-les-Settons, sur l'emplacement d'une ancienne église détruite qui datait des XVe et XVIe siècles
- 1863-1868 : construction de l'église Saint-Péreuse à Saint-Péreuse, à l'emplacement d'une ancienne église datant du XIIe siècle
- 1868-1870 : réalisation de l'hôpital de Château-Chinon (Ville) avec sa chapelle et son campanile, grâce au don du marquis Étienne Jean François d'Aligre
- 1870-1875 : réalisation de l'église Saint-Germain de Mont-et-Marré
- 1875 : réalisation d'une chapelle dans l'église Saint-Euphrone de Corancy
- 1875 : reconstruction de la nef de l'église Saint-Loup de Saint-Honoré-les-Bains
- 1875-1878 : reconstruction de l'église Saint-Germain-d'Auxerre d'Ouroux-en-Morvan à l'emplacement de la précédente église détruite par un incendie en 1870
- 1881 : construction de la mairie et de l'école (bâtiment commun) de Dommartin
- 1882 : restauration du presbytère de l'église Saint-Hilaire d'Alligny-en-Morvan, datant du XVIe siècle
- 1883 : villa Les Terrasses pour le Docteur Comoy père à Saint-Honoré-les-Bains
- 1891-189? : construction de l'église Saint-Pierre à Arleuf, à l'emplacement d'une ancienne église datant du XVIe siècle
- 1894-1896 : réalisation de l'église Saint-Romain de Château-Chinon (Ville)
- 1899-1900 : chalet de la Villa des Charmilles à Saint-Honoré-les-Bains pour la famille Pasquet de Château-Chinon.
- Réalisation de l'église Saint-Hubert de Savilly.